# Johannes Siegfried Schubert
Johannes Siegfried Schubert (Annaberg-Buchholz, 7 september 1896 - Leipzig, 2 augustus 1976) was een Duits tibetoloog.

## Jeugd en studie
Schubert onderbrak zijn school verschillende malen vanwege familieomstandigheden en deelname aan de Eerste Wereldoorlog en slaagde pas in 1920 voor zijn gymnasium in Plauen.
In 1920 begon hij een studie Theologie en Filosofie aan de Universiteit Leipzig, maar onderbrak deze in 1922 en ging aan het werk om zijn financiële situatie te verbeteren.
Vervolgens wijdde hij zich vanaf 1926 aan de studie Oriëntalistiek in Leipzig, waarbij hij Chinees leerde bij August Conrady, Otto Franke en Erich Schmitt; Tibetaans bij Friedrich Weller en August Hermann Francke; Turks bij August Fischer; en Mongools en Mantsjoe bij Erich Hauer en Erich Haenisch, aan de Humboldt-Universiteit in Berlijn. In 1928 behaalde hij zijn doctoraat in Tibetaanse grammatica.

## Levensloop
Na zijn studie werkte Schubert tot 1954 als vakspecialist oriëntalistiek in de wetenschappelijke bibliotheek van de Universiteit Leipzig. Daarnaast deed hij tussen 1934 en 1945 onderzoekswerk op het gebied van Tibetaans en Mongools aan de filologisch-historische afdeling van de faculteit Filosofie. In 1942 nam hij deel aan het onderzoek van het materiaal dat Ernst Schäfer had teruggenomen van de Duitse expeditie naar Tibet.
Van 1952 tot 1960 was hij professor Tibetaanse taal, waarvan de laatste vijf jaar met verkregen habilitatie en van 1960 tot 1962 de volledige leerstoel Tibetologie.
Hij ondernam meerdere onderzoeksreizen naar Oost-Azië, waaronder in 1955 naar Tibet en in 1957, 1959 en 1961 naar Mongolië. Tijdens zijn loopbaan verlegde hij zijn onderzoeksthema naar Centraal-Azië, het Tibetaans boeddhisme en de bibliografie.
In 1966 ontving Schubert de Verdienstmedaille der DDR. Daarnaast ontving hij de eremedaille Zilver en later Goud van het Duitse Zuidoost-Azië Genootschap.

### Nationaalsocialisme
In 1934 trad Schubert toe tot de Nationalsozialistische Volkswohlfahrt en de Rijksbond van Duitse Ambtenaren, beide onderdeel van de Nationaalsocialistische Duitse Arbeiderspartij (NSDAP) die het jaar ervoor de macht in Duitsland had gegrepen. In 1937 werd Schubert ook lid van de NSDAP zelf en in 1939 van het Duitse Rode Kruis.
Schubert heeft onder historici ook een zekere bekendheid als vervalser van de brief van de toenmalige regent in Tibet, de vijfde Reting rinpoche, Jampäl Yeshe Gyaltsen aan Hitler, die in 1939 aan Ernst Schäfer, de leider van de Duitse expeditie naar Tibet meegegeven werd. Schubert had in de jaren'40 tevergeefs geprobeerd een functie te krijgen op het Sven-Hedin Instituut . Hij dacht zijn kansen op een functie daar te verbeteren door een opzettelijk foute vertaling in nazi-termen van de brief te geven.
Zo werd bijvoorbeeld de zin "Het gaat goed met mij en ik doe mijn best in onze godsdienstige en regeringszaken" gewijzigd in "Op het moment verricht u alle nodige inspanningen om een blijvend rijk te creëren in vreedzame voorspoed en gefundeerd op een raciale basis".

### DDR
Na de Tweede Wereldoorlog werd Schubert vanaf 1946 lid van de Freier Deutscher Gewerkschaftsbund en vanaf 1950 van de Gesellschaft für Deutsch-Sowjetische Freundschaft, en fungeerde hij als medewerker van het Nationaal Front van de DDR.